# Acquate
Acquate (em dialeto de Lecco Quaa) é uma fração comunal da comuna de Lecco, província de Lecco, Lombardia, Itália.

## História
Jà em 1232 tem cartórios que testemunham a presencia da aldeia, que passou em 1815 con o Reino Lombardo-Vêneto, para ser definitivamente anexada à cidade de Lecco em 1923.
O bairro acha-se à 2 km do centro da cidade, aos pès da colina, no meio dos riozinhos Bione e Caldone.

## Pessoas notáveis
- Lucia Ripamonti, (1909-1954), freira e beata da igreja catòlica.